# Ciîkalivka, Kremenciuk
Ciîkalivka (în ucraineană Чикалівка) este un sat în comuna Kameani Potokî din raionul Kremenciuk, regiunea Poltava, Ucraina.

## Demografie
Componența lingvistică a localității Ciîkalivka
     Ucraineană (96,77%)
     Rusă (3,23%)
Conform recensământului din 2001, majoritatea populației localității Ciîkalivka era vorbitoare de ucraineană (96,77%), existând în minoritate și vorbitori de rusă (3,23%).